# 增本一彦
增本一彦（日语：／ Masumoto Kazuhiko */?，1936年5月9日—2022年2月6日），日本律師、政治人物。曾任日本眾議院議員（日本共產黨公認）。日本共産党神奈川縣後援会代表委員。

## 来歴
神奈川縣藤澤市出身。中央大學卒業後、担任律師。曾任日本共産党神奈川縣委員、神奈川縣憲法会議秘書長。1972年在第33屆日本眾議院議員總選舉当選日本眾議院議員。2022年2月6日，因膽管癌在镰仓市逝世。

## 脚注
1. ↑  . 赤旗報. 2008-09-14  [2022-12-26]. （原始内容存档于2022-12-26） （日语）.
2. 1 2  . 朝日新聞. 1972-12-11 （日语）.
3. ↑  . 日本經濟新聞. 2022-02-21  [2022-02-21]. （原始内容存档于2022-12-26） （日语）.